# Carousel (band)
Carousel is een Lets muzikaal duo.

## Biografie
Carousel werd in 2015 opgericht in Riga door Sabīne Žuga en Mārcis Vasiļevskis. Begin 2019 nam het duo deel aan Supernova, de Letse preselectie voor het Eurovisiesongfestival. In 2019 uitgebreid met de basgitarist Staņislavs Judins en drummer Mareks Logins wist de gelijknamige band met het nummer That night met de zegepalm aan de haal te gaan, waardoor het Letland mocht vertegenwoordigen op het Eurovisiesongfestival 2019 in Tel Aviv. In de tweede halve finale behaalde Carousel met That night 50 stemmen, goed voor een 15e plaats in dit klassement, maar haalden hiermee niet de halve finale.
2000: Brainstorm · 
2001: Arnis Mednis · 
2002: Marie N · 
2003: F.L.Y. · 
2004: Fomins & Kleins · 
2005: Valters & Kaža · 
2006: Cosmos · 
2007: Bonaparti.lv · 
2008: Pirates of the Sea · 
2009: Intars Busulis · 
2010: Aisha · 
2011: Musiqq · 
2012: Anmary · 
2013: PeR · 
2014: Aarzemnieki · 
2015: Aminata Savadogo · 
2016: Justs · 
2017: Triana Park · 
2018: Laura Rizzotto · 
2019: Carousel · 
2021: Samanta Tīna · 
2022: Citi Zēni · 
2023: Sudden Lights · 
2024: Dons · 
2025: Tautumeitas